# Юбер, Гийом
Гийо́м Юбе́р (фр. Guillaume Hubert; родился 11 января 1994 года в Шарлеруа, Бельгия) — бельгийский футболист, вратарь клуба «РВДМ47».

## Биография
Юбер — воспитанник французского клуба «Валансьен». В 2011 году он начал выступать за команду дублёров. Из-за высокой конкуренции Гийом так и не дебютировал за основной состав «Валансьена». В 2012 году в поисках игровой практики он вернулся на родину, подписав контракт с льежским «Стандардом». В новой команде Юбер стал заменой, ушедшему в «Порту» Синану Болату. В начале 2015 года Гийом на правах аренды перешёл в «Сент-Трюйден», но клуб так и не дебютировал. Летом он вернулся в «Стандард». 25 октября в матче против «Шарлеруа» он дебютировал в Жюпиле лиге. В 2016 году Юбер помог клубу выиграть Кубок Бельгии.
Летом 2017 года Юбер перешёл в «Брюгге», подписав контракт на 4 года. 29 октября в матче против «Сент-Трюйдена» он дебютировал за новую команду. В 2018 году Юбер помог клубу выиграть чемпионат Бельгии.

## Достижения
«Стандард»
- Обладатель Кубка Бельгии: 2015/16

«Брюгге»
- Чемпион Бельгии: 2017/18